# Ждимир
Ждимир — річка в Українських Карпатах, у межах Мукачівського району Закарпатської області. Ліва притока Вичі (басейн Латориці).

## Опис
Довжина 12 км, площа басейну 53,3 км². Похил річки 88 м/км. Річка типово гірська. Долина вузька і глибока, майже повністю заліснена. Заплава переважно відсутня. Річище слабозвивисте.

## Розташування
Ждимир бере початок при південних схилах гори Стій (масив Полонина Боржава). Тече спершу на південь, далі — на захід (місцями на північний захід). Впадає до Вичі на північний схід від села Сасівка. 
Над річкою немає жодного населеного пункту.